# Kaiserpokal 1933
Der Kaiserpokal 1933 war die dreizehnte Austragung des Kaiserpokals, des höchsten japanischen Fußballpokalwettbewerbs. Sieger des Wettbewerbs waren die Tokyo OB Club.

## Ergebnisse

### Viertelfinale
|                            | Ergebnis |                           |
| -------------------------- | -------- | ------------------------- |
| Kwansei-Gakuin-Universität | 6:1      | Toyama Shihan School      |
| Tokyo OB Club              | 2:0      | Hakodate Shukyudan        |
| Sendai Club                | 2:1      | Shizuoka High School Club |
| Hiroshima Teachers         | 4:2      | Kumamoto Shihan Shukyudan |

### Halbfinale
|                            | Ergebnis |                    |
| -------------------------- | -------- | ------------------ |
| Kwansei-Gakuin-Universität | 0:2      | Tokyo OB Club      |
| Sendai Club                | 5:0      | Hiroshima Teachers |

### Finale
|               | Ergebnis |             |
| ------------- | -------- | ----------- |
| Tokyo OB Club | 4:1      | Sendai Club |